# FRVTR 812 (альбом Krec)
FRVTR 812 — студийный рэп-альбом петербургской группы Krec, вышедший весной 2016 года.
Все 15 песен связаны общей темой, посвящённой персонажу по имени Антон. Этот герой ранее упоминался в альбомах «Нет волшебства» Krec и «Кара-Тэ» Смоки Мо, а также в песнях экс-участника группы Ассаи.

## Список композиций
1. Следопыт «Закулисье»  (Prod. Dister)
2. Сосед (Prod. Dister)
3. Трип (Prod. Dister)
4. Апраксин (Prod. Dister)
5. Мысли (Prod. Dister)
6. Пароль (Prod. Dister)
7. Кристалл (Prod. Dister)
8. Приговор (Prod. Dister)
9. 30 (Prod. Dister)
10. Пломбы (Prod. Dister)
11. Time Out (Prod. Funky RecordZ)
12. Игра (Prod. Dister)
13. Репортаж (Prod. Dister)
14. Майор (Prod. Dister)
15. В одночасье (Prod. Dister)

## Рецензии
Можно сказать, что в новом альбоме KREC возвращаются к своему классическому звучанию, тому, за которое их полюбили, времен «Нет волшебства». В «FRVTR 812» повествуется о похождениях Антона, персонажа, хорошо знакомого нам по творчеству питерской рэп-тусовки начала-середины нулевых. В твиттере кто-то точно выразился: «Кто то пытается перевернуть игру, а кто то переворачивает ваше сознание». Не в бровь, а в глаз.
 — пишет портал Rap.ru 